# المان رستمف
المان رستمف (ترکی آذربایجانی: Elman Rüstəmov) بانکدار و سیاستمدار آذربایجانی است، که هم‌اکنون ریاست بانک مرکزی و نیز فدراسیون شطرنج جمهوری آذربایجان را به عهده دارد.

## زندگی‌نامه
المان رستمف در ۲۹ ماه زوئن سال ۱۹۵۲، در شهرستان جبراییل آذربایجان شوروی به دنیا آمد.

### تحصیلات
المان رستمف دانش‌آموخته رشته برنامه‌ریزی اقتصاد ملی از دانشگاه ملی اقتصاد آذربایجان به نام «داداش بنیادزاده» (سال‌های ۱۹۶۹ تا ۱۹۷۳) می‌باشد.

### فعالیت‌های علمی
در سال ۱۹۷۸، وی دکترای خود را از دانشگاه یادشده اخذ نمود. در سال ۱۹۸۶، با دفاع موفق از پایان‌نامه خود در مؤسسه تحقیقات علمی اقتصاد واقع در مسکو مدرکی دریافت کرد. میان سال‌های ۱۹۹۰ الی ۱۹۹۲، رستمف برای اخذ مدرک دکترا از دانشگاه اقتصاد که تحت نظر کمیته برنامه‌ریزی شوروی (گاسپلن) فعالیت می‌کرد، به تحصیلات خود ادامه داد. در سال ۱۹۹۳، موفق به کسب دکترای علم اقتصاد شد.

## کارنامه
المان رستمف فعالیت شغلی خود را به عنوان اقتصاددان در مؤسسه تحقیقات علمی اقتصاد زیر نظر کمیته برنامه‌ریزی آغاز کرد. ۶ ماه بعد وی برای گذراندن خدمت سربازی راهی اسمولنسک شد. در سال ۱۹۷۵، خدمت پشت سر گذاشت.
از سال ۱۹۷۸ تا ۱۹۸۰، سکاندار اداره اقتصاد مؤسسه مسئولیت محدود تولید قماش وزارت صنایع سبک آذربایجان شوروی بود. پس از دو سال به محل کاری قبلی خود بازگشت و تا سال ۱۹۹۰ در آنجا فعالیت کرد. از سال ۱۹۹۱ تا ۱۹۹۲ به عنوان مشاور ارشد در نهاد ریاست جمهوری آذربایجان فعالیت کرد. المان رستمف در ماه دسامبر سال ۱۹۹۲، به معاوت اول رئیس هیئت مدیره بانک مرکزی جمهوری آذربایجان گماشته شد. در سال ۱۹۹۵، به فرمان حیدر علی‌اف رئیس‌جمهوری وفت این کشور به ریاست هیئت مدیره بانک مرکزی منصوب شد. در سال ۲۰۰۰، با حمکی مجدداً برای ۵ سال آتی به عنوان رئیس هیئت مدیره بانک مرکزی باقی ماند. در سال ۲۰۰۷، به زمامداری فدراسیون شطرنج جمهوری آذربایجان رسید. وی در سال‌های ۲۰۱۰ و ۲۰۱۵، مکرراً به عنوان رئیس بانک مرکزی به مدت ۵ سال تعیین گردید.
المان رستمف ریاست بانک جهانی در امور جمهوری آذربایجان را نیز عهده‌دار است.
متأهل و دارای سه فرزند است.